# Marcusenius intermedius
Marcusenius intermedius és una espècie de peix pertanyent a la família dels mormírids i a l'ordre dels osteoglossiformes.

## Etimologia
Marcusenius fa referència a l'alemany Johann Marcusen (el primer ictiòleg a estudiar els mormírids de forma sistemàtica), mentre que l'epítet intermedius al·ludeix al fet que J. Pellegrin considerava aquesta espècie com una mena de forma intermèdia entre els gèneres Marcusenius i Gnathonemus.

## Descripció
Fa 13,6 cm de llargària màxima. Aletes dorsal i anal curtes. Origen de l'aleta dorsal situat darrere del de l'anal. Vora de l'aleta dorsal arrodonida a l'àrea anterior, lleument còncava i amb l'altura igual a la longitud de la base. Aleta dorsal més curta que l'anal. Altura de la dorsal igual a la seua base, mentre que la de l'anal és més curta. Pectorals dues vegades tan llargues com les pelvianes i arribant a la base d'aquestes darreres. 21-22 radis a l'aleta dorsal i 28 a l'anal. Franja transversal fosca entre les aletes dorsal i anal, no sempre clarament visible i recoberta amb 3 escates de la línia lateral. 38-43 escates a la línia lateral. 17-18 escates transversals entre les aletes dorsal i anal. Altura del peduncle caudal igual a la meitat de la seua longitud. 42-43 vèrtebres. Boca subinferior més aviat que terminal. Dents bicúspides (5 al maxil·lar superior i 6 a l'inferior). Protuberància del mentó petita i a penes visible. Musell agut lleugerament. Nariu anterior una mica més a prop de l'ull que de l'extrem anterior del musell. Diàmetre de l'ull igual al 45-49% de la longitud del musell. Distància preanal una mica més curta que la predorsal. Peduncle caudal, cap i franja fosca transversal més foscos que la resta del cos.

## Hàbitat i distribució geogràfica
És un peix d'aigua dolça, demersal i de clima tropical, el qual viu a Àfrica: és un endemisme de la conca mitjana del riu Congo a la República Democràtica del Congo, incloent-hi els rius Kasai, Lukenie, Itimbiri i Tshuapa.

## Observacions
És inofensiu per als humans i el seu índex de vulnerabilitat és baix (14 de 100).